# César Franck

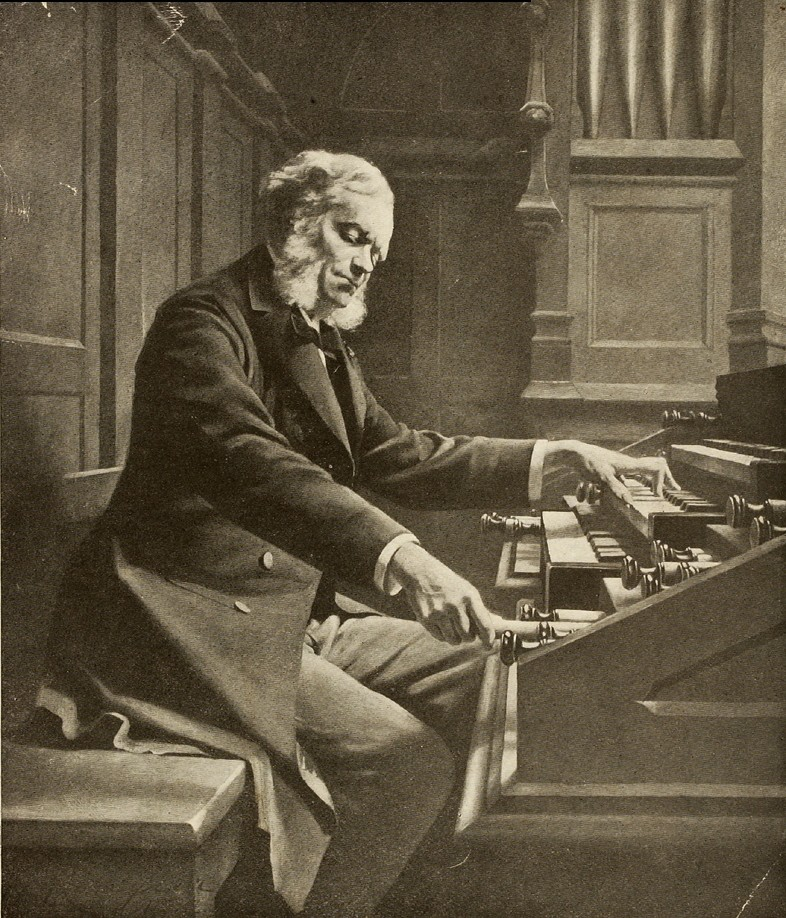
César Franck vid orgeln

César Auguste Jean Guillaume Hubert Franck, född 10 december 1822 i Liège i Belgien, död 8 november 1890 i Paris, var en belgisk-fransk tonsättare, pianist och organist.
Franck studerade först vid konservatoriet i Liège, bedrev därefter pianistiska, kontrapunktiska och orgelstudier i Paris. Från 1843 bosatte han sig varaktigt i Paris och började arbete som musiklärare och organist vid Sainte-Jean och Sainte-François. 1853 blev han kapellmästare och 1859 organist vid basilikan Sainte-Clotilde i Paris, där han väckte uppmärksamhet med sina orgelimprovisationer. Från 1872 var han professor i orgelspel vid Paris konservatorium.
Francks stil är en syntes av tysk senromantisk klangprakt och fransk klarhet med anknytning till barockens polyfona skrivsätt. Hans orkestermusik kan sägas vara påverkad av hans specifika känsla för orgelns klang.
Hans mest kända orkesterverk är symfonin i d-moll. Bland orgelverken står Trois Chorals i en klass för sig. Hans solosång Panis angelicus är synnerligen välkänd, likaså hans violinsonat i A-dur.

## Eftermäle
Asteroiden 4546 Franck är uppkallad efter César Franck.

## Verkförteckning (urval)

### Operor
- Stradella (1841-42)
- Hulda (1882-85)
- Ghiselle (1889)

### Orgelverk
- Six Pièces (1862–1864)
  - Fantasie C-dur, op. 16
  - Grande Pièce Symphonique fiss-moll, op. 17
  - Prélude, Fugue et Variation h-moll, op. 18
  - Pastorale E-dur, op. 19
  - Prière ciss-moll, op. 20
  - Finale B-dur, op. 21
- Trois Pièces (1878)
  - Fantasie A-dur
  - Cantabile H-dur
  - Pièce héroïque h-moll
- Trois Chorals (1890)
  - Nr 1 E-dur
  - Nr 2 h-moll
  - Nr 3 a-moll

### Pianoverk
- Prélude, choral et fugue h-moll (1884)
- Prélude, aria et final (1888)

### Kammarmusik
- Pianotrior, op. 1
  - Pianotrio nr 1 fiss-moll, op. 1:1 (cirka 1839)
  - Pianotrio nr 2 B-dur, op. 1:2 (cirka 1837)
  - Pianotrio nr 3 h-moll, op. 1:3
  - Pianotrio nr 4 h-moll, op. 2
- Violinsonat A-dur (1886) tillägnad den belgiska violinisten Eugène Ysaÿe
- Pianokvintett f-moll (1878–1879)
- Stråkkvartett

### Orkesterverk
- Les Djinns (1884) för piano och orkester (baserat på ett poem av Victor Hugo)
- Variations Symphoniques (1885) för piano och orkester
- Symfoni d-moll (1886)